# 聖米格爾德塞馬
聖米格爾德塞馬（西班牙語：San Miguel de Sema）是哥倫比亞的城鎮，位於該國東北部，由博亞卡省負責管轄，始建於1915年11月8日，面積90平方公里，海拔高度2,709米，主要經濟活動有牧牛業和農業，2005年人口4,028。

## 外部連結
- Official Site of the Municipality （页面存档备份，存于）
- [永久]
- DANE （页面存档备份，存于）

5°33′N 73°45′W / 5.55°N 73.75°W